# こえたま
『こえたま』は、中山智史原作、桜羽起成作画による日本の漫画作品。アース・スター エンターテイメント発行の月刊漫画雑誌「コミック アース・スター」にて第3号（2011年6月号）から第21号（2012年12月号）まで連載された、ごく普通の女子高生が声優を目指して成長する姿を描くストーリー漫画である。キャラクター原案を、現役声優である中原麻衣・植田佳奈・矢作紗友里・早見沙織の4名が担当した。表題は、「声優の卵（たまご）」を意味する。

## 概要
「コミック アース・スター」創刊前の2010年8月16日から同年12月13日まで配信されたインターネットラジオ番組『創刊!コミック アース・スター編集会議』（以下、『編集会議』と略す）でのコーナーの一つ「漫画原作者への道」における番組パーソナリティたる声優4名の体験談やアイデアを基にした、声優サクセス・ストーリーである。「コミック アース・スター」創刊号（2011年4月号）の付録CDに、彼女らが本作のアイデアを出し合う様子が収録され、創刊号発売直前の報道では、第3号からの掲載にもかかわらず、創刊号からの連載作品と並べて紹介された。。
2012年1月に発売された単行本第1巻では、初回限定版付録CDとして、前述の『編集会議』の編集再録と、後述の配役を起用したボイスドラマを収録し、話題を呼んだ。2012年7月発売の単行本第2巻では帯に前巻付録のボイスドラマで主人公の親友・新井世里奈役を務めた喜多村英梨の写真付きで推薦文を掲載、同時にコミック アース・スターONLINEにて世里奈の視点から物語を描く全4話の短編小説『ノベたま』を掲載したことが報じられた。月刊文芸誌「ダ・ヴィンチ」のweb版「ダ・ヴィンチ電子版」にて「漫画・ライトノベル界の声優ブーム」が話題とされた際には、高遠るいのライトノベル『ボイス坂 〜あたし、たぶん声優向いてない〜』、本作と掲載誌を同じくする石田敦子の漫画『恋声 〜コイゴエ〜』、如月弘鷹の漫画『声優一年生』と共に採り上げられた。
この漫画の話数は「VOICEx」（xは数値）と表記され、副題は英文をカナ表記したものに統一される（例：VOICE01「ガールズ ビー アンビシャス」（Girls be ambitious））。

## あらすじ（単行本1巻収録分）
高校2年の3学期、学校から進路調査を求められる時期になったが、小説家を志す友人・新井世里奈や“真の強さ”を求めて空手の修練に励む幼馴染・トモくん（榊智宏）らと違い、咲本若葉には「やりたいこと」が見つからなかった。そんなある日、出かけた遊園地で2人とはぐれた彼女は、迷子の女の子に出会う。ぐずる子を泣き止まそうと、咄嗟にその子の持っていた絵本の朗読を始めた若葉だったが、言葉に詰まってしまう。いよいよ泣き出す女の子を前に途方に暮れる彼女を救ったのは、大変美しく優しい声の女性だった。彼女から助言を受けつつ共に朗読を再開した若葉は、女性の声によって物語の世界が広がるような不思議な感覚を覚えた。朗読を終えた彼女らを待っていたのは、笑顔に戻った女の子と、世里奈・トモくんを含む人々の称賛だった。その帰り道、先ほどの女性が人気No.1声優・穂坂透子だと知った若葉は、自分も声優になろうと決意する。
独学で練習しつつも自信の持てない若葉は、世里奈と見学に出かけた秋葉原のアフレコスタジオで代役の声優と間違われ、連れて行かれた収録現場で、今をときめくアイドル声優・綾城瑠奈と出会う。誤解とはいえせっかくの機会を活かそうと瑠奈との共演に挑んだ若葉だが、トモくんとの思い出のサクセスリングを着けたまま収録室に入ったことを厳しく咎められ、「声優になる資格が無い」とまで言われてしまう。
自信を無くし声優になることを諦めかけた若葉は、参考書を買いに行った書店で、名古屋弁を話すボクッ娘・園崎空と出会う。瑠奈の大ファンという彼女は、若葉と瑠奈の経緯を聞くと、実は瑠奈も苦労をして現在の立場を得たこと、その瑠奈の厳しい言葉は若葉に何かを感じたからだと言い、自分と一緒に声優を目指そうと誘うのだった。戸惑うままに彼女と声優養成所を見学に訪れた若葉だが、空が勝手気ままに入り込んだ収録室で一人で何役も演じる姿に触れてやる気を取り戻し、練習生のレッスン風景を見せた上で「プロ」になることの難しさやプロになっても過当競争の続く声優業界の厳しさを説く教務職員に対し、若葉は、努力を重ねて希望を捨てなければ夢は必ず叶うと自分は信じる、と述べるのだった。
そうして空と共に声優養成所の入所試験当日を迎えた若葉は、試験会場で「二階堂グループ」の令嬢・二階堂亜麻音と出会い、空や周りの受験生を見下すような態度に反発を覚えた。彼女と同じグループで試験を受けることになった若葉は、自己アピールの求めに対し、亜麻音の即興の『椿姫』に驚愕する人々をよそに、臆することなく絵本の朗読を始めるのだった。
仕事を終えて瑠奈と共に階下の養成所を通りかかった透子は、聞き覚えのある声に思わず走り出し、試験会場を覗き込んだ。そこに居たのは、いつか迷子の女の子の前で自分と共に絵本を朗読した、若葉の姿だった。

## 登場人物（単行本1巻収録時点）
※声の配役は、単行本第1巻の付録CDに収録されたボイスドラマのもの。また、同付録収録の「編集会議」の原案、単行本第1巻裏表紙や第1話の表題ページなどに従い、本項でも若葉・空・透子・瑠奈の4人を中心人物として扱う。
咲本 若葉（さきもと わかば）
声：井口裕香
この漫画の主人公。17歳の高校2年生。長い黒髪を頭の左右で三つ網状にまとめ、先端を赤いリボンと共に肩の前後に垂らした、小柄な少女。ごく普通の家庭に生れ育った、ごく普通の少女で、トモくんからは「いつもぬけている」、世里奈からは「天然ちゃん」と言われるほどおっとりした性格だが、声優への志に反対した教師や声優業の厳しさを語った教務職員・立浪に毅然と決意を主張するなど、意志の強い面もある。物語開始当初、日々の生活にそれなりに満足しつつも打ち込めるものを持たず、進路調査に対しても迷っていたが、遊園地での迷子の世話においてプロの声優たる透子との出遭いをきっかけに、声優になろうと決意した。単行本第1巻によれば、植田佳奈がキャラクター原案を担当した。
園崎 空（そのざき くう）
第3話から登場し、若葉と共に声優を目指す声優養成所の受験生。ショートカットの青い髪を持ち、一人称を「ボク」とした名古屋弁を話す。年齢・学年などは明らかでないが、初対面の若葉を「姉ちゃん」と呼ぶ描写がある。声優養成所へ願書を提出すべく上京した際に若葉と出会い、彼女を養成所へと導いた。型にはまらない天衣無縫な性格で、また極端な方向音痴。なお、単行本第1巻初回限定付録CD収録の『編集会議』では、いわゆる「男の娘」とされ、本編中にも性別は明記されていないが、第5話における亜麻音の「下品な女」との発言や前述の『編集会議』における「普段は女の子として振る舞っている」との原案に従い、本項でも女性として扱った。単行本第1巻によれば、矢作紗友里がキャラクター原案を担当した。
穂坂 透子（ほさか とうこ）
声：堀江由衣
作中における人気No.1の若手女性声優。清楚可憐な雰囲気を身に纏い、若葉によれば「すごくキレイで優しい」声の持ち主。第1話で泣き出した迷子の前に立ちすくむ若葉と共に絵本を朗読し、彼女が声優を志すきっかけとなった。この際、若葉について「ああいう子が『こえたま』になるのかな」と評した。第6話にて、声優養成所の入所試験を受験中の若葉と、偶然再会した。単行本第1巻によれば、早見沙織がキャラクター原案を担当した。
綾城 瑠奈（あやしろ るな）
作中において若手を代表する人気アイドル女性声優。腰まであるロングストレートの黒髪が特徴。3歳から子役として芸能生活を送り、中学時代から声優業を始めたが、技術的に未熟だったために中傷を受け、その悔しさを糧に練習に励み、現在の地位を築いた。その経験から、アイドルとしてのにこやかな面と裏腹に、仕事に対して厳しい面を持つ。誤って連れてこられた若葉と共演した際、彼女の素質を見抜いた。単行本第1巻によれば、中原麻衣がキャラクター原案を担当した。
二階堂 亜麻音（にかいどう あまね）
若葉や空らが受験に訪れた声優養成所「ボイスコネクト」の試験会場で、周囲の注目を集めた「二階堂グループ」の令嬢。後頭部で2本の縦ロールにまとめた髪型が特徴。空との言い争いを止めに入った若葉を気に入りかけたが、空や他の受験生をも軽んじる発言をしたせいで、彼女の反感を買った。声楽家の母から受け継いだ才能と幼少時からのレッスンによって試験官を驚嘆させる声量を示し、さらには即興でオペラ『椿姫』を演じ、若葉を除き同席した受験生を青ざめさせた。
榊 智宏（さかき ともひろ）
声：細谷佳正
若葉の幼馴染である男子生徒。若葉からは「トモくん」と呼ばれる。空手の専門雑誌に採り上げられ、スポーツ推薦で大学への進学も確実視されるほどの空手の実力者。何かと若葉を気にかけており、彼が若葉を遊園地に誘ったことが、彼女と透子との出会いをつくり、結果的に彼女が声優を志すきっかけとなった。
新井 世里奈（あらい せりな）
声：喜多村英梨
若葉の高校での友人である女子生徒。ショートカットの髪型で、眼鏡をかけている。小説家を志しており、何かとメモを取り、「取材」と称して活発に行動する積極的な性格。声優になることを決めた若葉の成長を見守り、応援している。「声優の秘訣」を得るべく若葉を秋葉原へと連れ出し、結果的に彼女と瑠奈との出会いを作った。

## 書誌情報
- 桜羽起成（著）、中原麻衣・植田佳奈・矢作紗友里・早見沙織（キャラクター原案）『こえたま』アース・スター エンターテイメント<Earth star comics>、全3巻

1. 2012年1月12日初版第1刷発行（2012年1月12日発売[12]）、ISBN 978-4-8030-0294-2
2. 2012年7月12日初版第1刷発行（2012年7月12日発売[13]）、ISBN 978-4-8030-0360-4
3. 2012年12月12日初版第1刷発行（2012年12月12日発売[14]）、ISBN 978-4-8030-0397-0